# Pseudonimi dei piloti
Gli pseudonimi dei piloti sono nati già agli albori del motorismo sportivo e sebbene oggi siano quasi desueti, il loro uso è ancora previsto nell'art.120 del Regolamento Nazionale Sportivo CSAI. Alcuni piloti del passato sono maggiormente conosciuti o citati con il loro soprannome.

## Descrizione
Nei primi anni del XX secolo, quando gli sport motoristici erano praticati esclusivamente da rampolli di famiglie nobili o della ricca borghesia industriale, la scelta di iscriversi alle gare con uno pseudonimo nasceva principalmente dall'esigenza di partecipare senza esporre il nome del casato o della famiglia. Ma le motivazioni potevano essere altre, come nel caso dell'ingegnere bresciano Arturo Mercanti, pilota e creatore del Circuito di Monza, che usava partecipare alla Mille Miglia con il solo soprannome di "Frate Ignoto" per sfuggire all'ira dei concittadini che non gli avevano perdonato di avere trasferito il Gran Premio d'Italia dal circuito di Montichiari, presso Brescia, a quello di Monza.

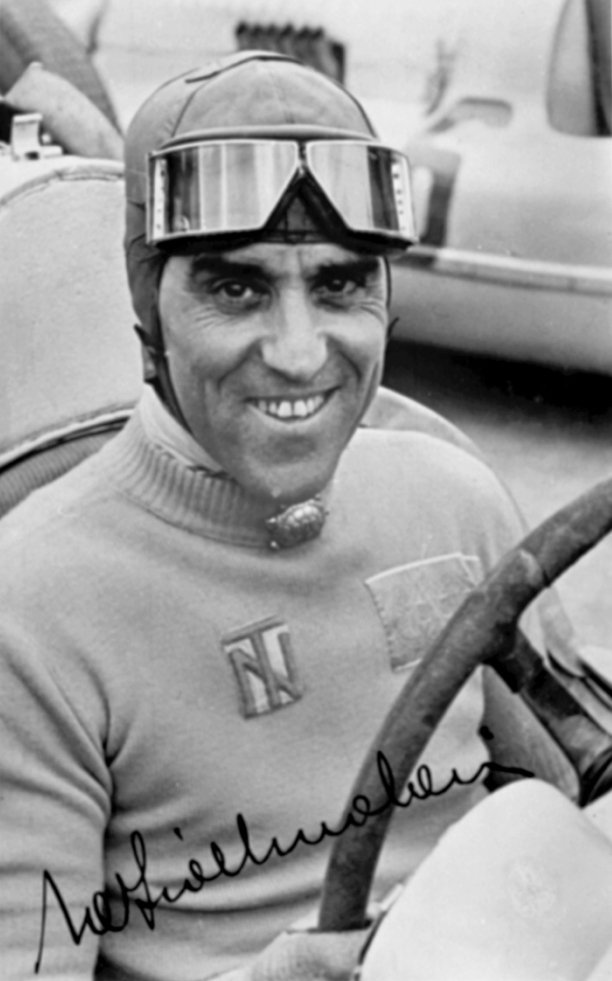
Il pilota automobilistico Tazio Nuvolari, sporannominato "Nivola", "il mantovano volante" e "The Teacher".

La torinese Ada Pace, invece, gareggiava talvolta con il nome "Sayonara" ("arrivederci" in lingua giapponese), riportato anche a caratteri ben visibili al posto della targa posteriore della vettura, per evitare di essere riconosciuta come donna in un ambito caratterizzato da una quasi esclusiva presenza maschile e anche per prendersi beffa degli inseguitori.
L'abitudine di alcuni piloti di usare pseudonimi o soprannomi ha persino impedito di conoscere la vera identità di alcuni di essi, pur se autori di importanti risultati internazionali: si ignora infatti la vera identità del pilota "Sandidge" che, alla guida di una Chrysler Saratoga, si classificò 3º nella Carrera Messicana del 1951, alle spalle delle Ferrari 212 Inter di Chinetti e Villoresi.
Tra gli ultimi piloti motociclisti italiani di una certa notorietà che si avvalsero della facoltà di iscriversi con uno pseudonimo figura Giuseppe Marzotto, attivo in gare di speedway negli anni '70, che per tutta la carriera sportiva figurò con il nomignolo di Charlie Brown, mutuato dal mondo dei fumetti. Nell'automobilismo, invece, Romano Martini correva con il soprannome di "Shangri-là".
Da citare anche il pilota di F1 messicano Sergio Perez, soprannominato "Checo".
Dopo la seconda guerra mondiale l'uso di soprannomi e pseudonimi è rapidamente scemato, fino a scomparire quasi totalmente a partire dagli anni settanta.

## Soprannomi
Diverso è il caso dei soprannomi che venivano attribuiti ai piloti dal pubblico, dalla stampa sportiva o dai colleghi e addetti ai lavori. A volte sono semplici diminutivi del nome o del cognome, altre derivano da caratteristiche fisiche, caratteriali o agonistiche del pilota. 
Juan Manuel Fangio era soprannominato "El chueco" (Lo storpio) per le sue gambe storte; mentre per la sua chioma canuta, fin da giovane età, e per la sua astuta tattica di gara nel corso della Carrera Messicana, Piero Taruffi venne soprannominato dalla stampa sudamericana "El zorro plateado" (La volpe argentata).
È spesso accaduto che piloti particolarmente noti abbiano avuto più di un soprannome celebre, in dipendenza di fasi successive della loro carriera o perché diversamente attribuiti dalla stampa internazionale, come nel caso di Tazio Nuvolari, soprannominato "Nivola" nell'ambiente delle corse, "Il Mantovano volante" dalla stampa italiana e "The Teacher" dalla stampa inglese.
In campo motociclistico i soprannomi sono ancora largamente utilizzati dalla stampa e dal pubblico, anche se non più usati per l'iscrizione alle gare. Celeberrimi sono, ad esempio, i soprannomi di grandi campioni come  "The Black Devil", "Ago", "Mike-the-bike", "The doctor" o "Nuvola Rossa".